# Szapáryové
Szapáryové (maďarsky Szapáry de Muraszombat, Széchysziget et Szápár, německy Szapáry von Muraszombat) jsou uherský šlechtický rod připomínaný od 16. století. V roce 1609 byli povýšeni do šlechtického stavu, Péter Szapáry byl v roce 1690 povýšen na barona a kromě statků v jižním Maďarsku získal v roce 1687 panství Muraszombat (dnes Murska Sobota) ve Slovinsku. V generaci jeho synů byl rod povýšen do hraběcího stavu a díky sňatkům došlo k rozšíření majetku i do Horních Uher (dnešní Slovensko). Péterovi synové rozdělili rod do dvou linií, z mladší větve vzešlo v 19. století několik významných osobností. Čtyři Szapáryové zastávali funkci guvernéra v Rijece Nejvýznamnějším členem rodu byl Gyula Szapáry (1832–1905), který v letech 1890–1892 zastával funkci uherského předsedy vlády. Významné funkce v diplomacii, armádě a u dvora zastávala i řada jeho příbuzných a na přelomu 19. a 20. století patřili Szapáryové k přední šlechtě Uherského království. Po rozpadu Rakouska-Uherska doznal jejich majetek ztrát, ale nadále se uplatňovali ve veřejném dění. Většina členů rodu emigrovala po druhé světové válce, kdy jim byl všechen majetek zestátněn. Po pádu komunismu v roce 1989 se rodina částečně vrátila do Maďarska a György Szapáry (*1938) byl v letech 2011–2015 velvyslancem v USA.

## Historie

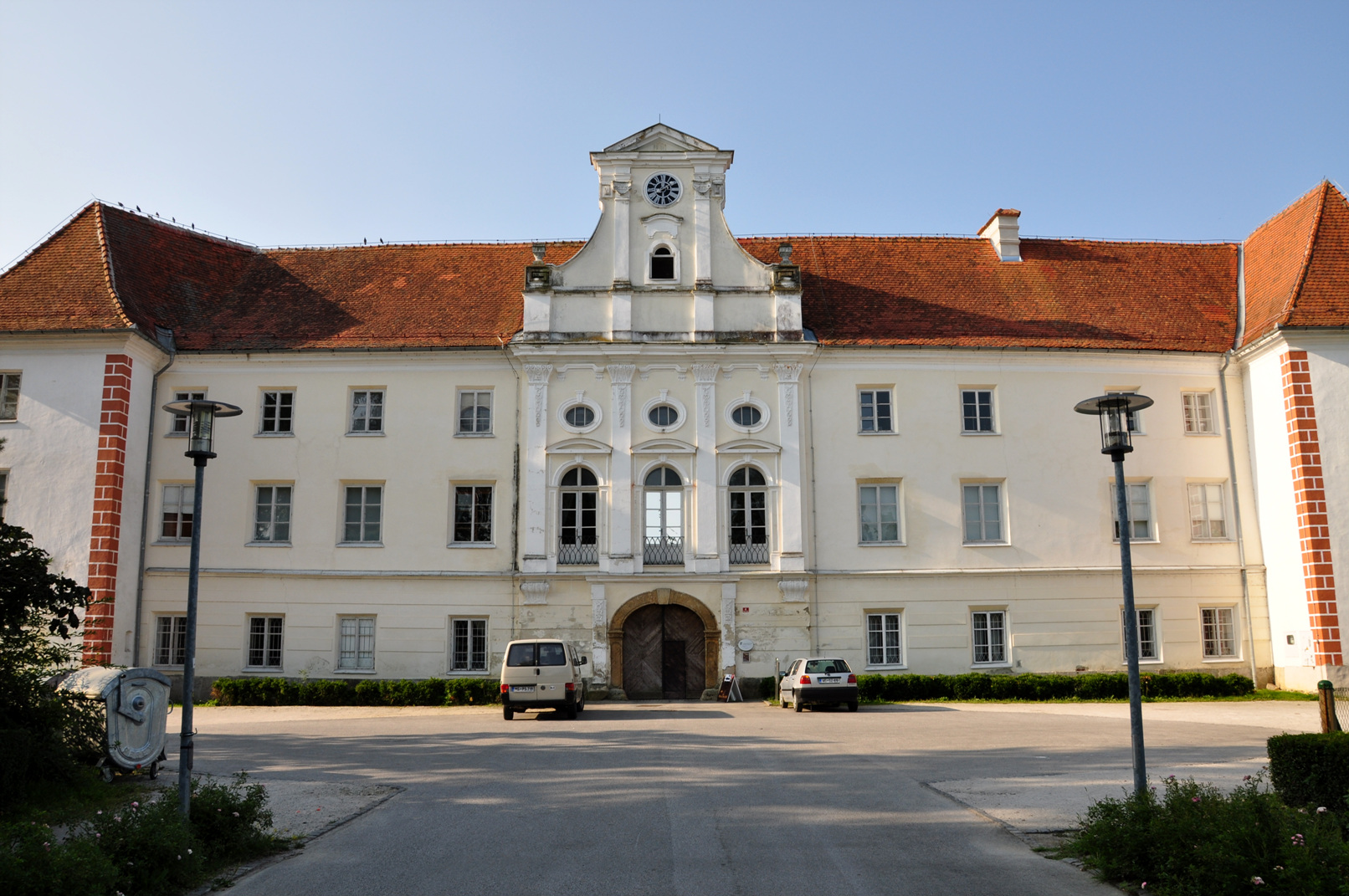
Zámek Murska Sobota (Muraszombat), hlavní rodové sídlo 1687–1934

Rodina má své jméno podle obce Szápár ve veszprémské župě a prokazatelná historie se datuje od poloviny 16. století. Jako první je zmiňován v roce 1550 György (Jiří) Szapáry (1527–1592). Jeho syn István (Štěpán) (1554–1625) zastával nižší úřady v zemské správě a v roce 1620 získal rytířský stav spolu s erbem. Z dalších generací vynikl Istvánův vnuk Péter (Petr) (1630–1703), který v mládí vynikl v bojích proti Turkům a strávil několik let v zajetí. Později byl správcem mošonské župy a v roce 1690 získal titul barona. Mezitím v roce 1687 zakoupil panství Muraszombat (dnes Murska Sobota ve Slovinsku), které se stalo na několik století hlavním rodovým sídlem. V sousedství Muraszombatu získal později ještě panství Széchysziget (dnes Szécsisziget) a Lenti v jižním Maďarsku. V rámci majetkového vyrovnání dosáhl v roce 1696 také panství Bábolna poblíž Györu, kde později vznikl hodnotný barokní zámek a následně i slavný hřebčín.

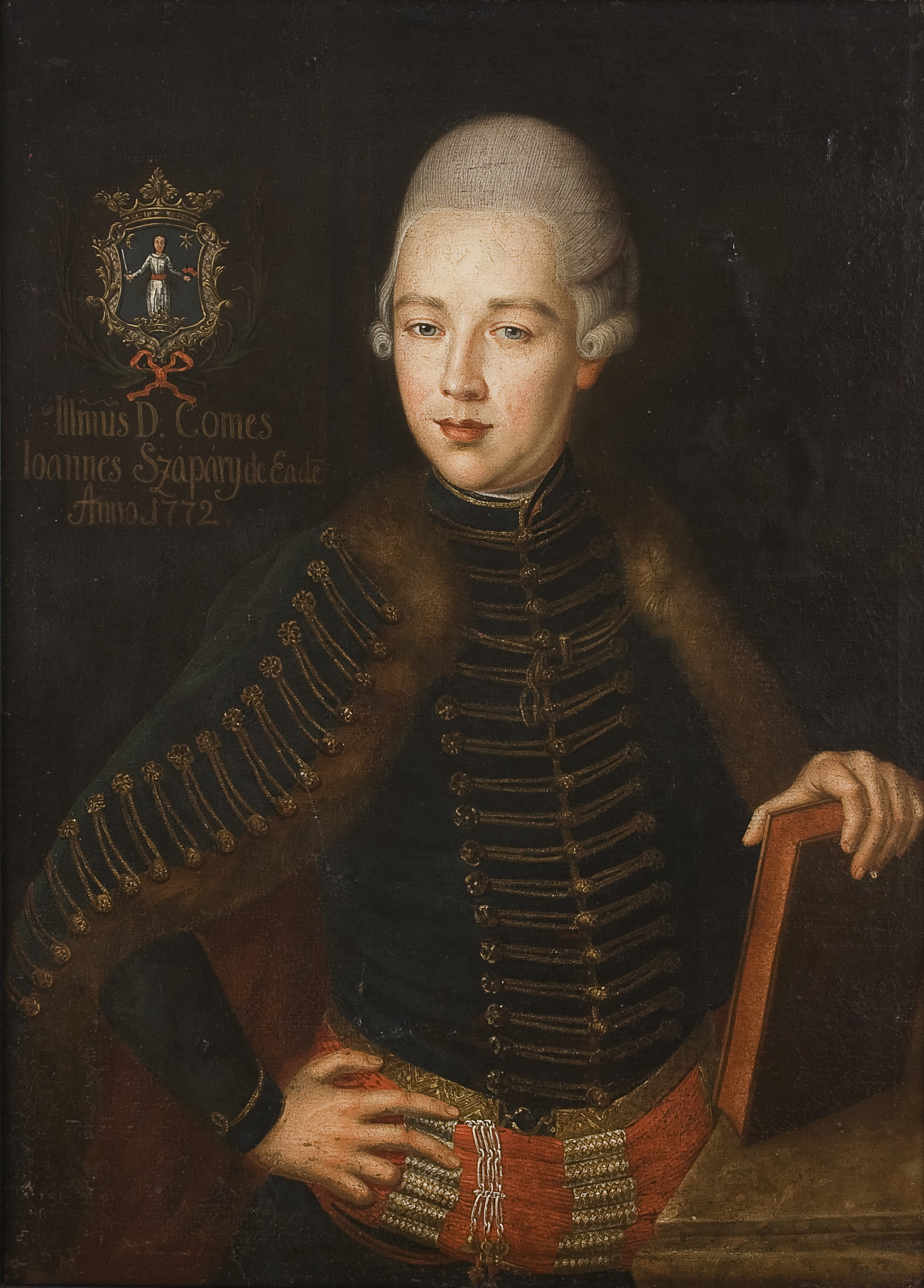
Hrabě János Szapáry (1757–1815), guvernér v Rijece

Péterovi synové Miklós (Mikuláš) (1680–1733) a Péter (1690–1753) získali v roce 1722 od císaře Karla VI. hraběcí titul s predikátem de Muraszombat, Széchysziget et Szápár. Péter navíc sňatkem s baronkou Terezou Balassovou de Gyarmat rozšířil svůj majetek, v Horních Uhrách získal Považské Podhradie, kde později potomci nechali postavit zámek. Z jeho potomstva vynikl János (Jan) (1757–1815), který proslul jako ekonomický spisovatel a v letech 1788–1791 byl guvernérem v Rijece. Posledním potomkem starší větve byl Jánosův nejmladší bratr Vince (Vincenc) (1768–1851), panství Szécsisziget a Lenti přešla sňatkem na rod Andrássyů. Mladší větev založil Péterův mladší syn János (1720–1756)

### Szapáryové v 19. a 20. století
József Szapáry (1754–1822) byl županem ve třech župách a ze dvou manželství měl početné potomstvo, které mladší hraběcí větev rozdělilo do několika dalších linií. Nejstarší syn Filip (Fülöp) (1792-1860) z prvního manželství byl děkanem v Opavě a proboštem u sv. Mořice v Olomouci, pokračovateli rodu byli synové z druhého manželství József (1799–1871), Sándor (Alexandr) (1801–1840), Antal (Antonín) (1802–1883) a Ferenc (František) (1804–1875). József byl dvorním radou a z jeho potomstva pocházel nejvýznamnější člen rodu Gyula (Julius) (1832–1905), který byl ministrem v několika vládách a nakonec předsedou vlády (1890–1892). Vlastnil zámek Taskóny a jako dlouholetý člen vlády nechal postavit menší zámek v Gödu poblíž Budapešti. Jeho manželka Karolína, rozená Festeticsová, navíc získala od svého bratra zámek Nyírabrány, který byl přestavěn koncem 19. století. Také tři Guylovi synové zastávali různé funkce, György (Jiří) (1865–1929) byl županem v Szolnoku, Lörinc (Laurent) (1866–1919) se uplatnil jako diplomat a naposledy byl rakousko-uherským vyslancem v Chile, nejmladší József (1867–1927) sloužil v armádě a byl nejvyšším hofmistrem arcivévody Josefa. Z těchto bratrů měl další potomstvo jen nejstarší György, který sňatkem s Marií Markovicsovou získal zámek Bük.Na zámku Nyirabrány byla za druhé světové války zřízena nemocnice a krátce nato byl znárodněn, v roce 1949 byl rodině zabaven i zámek Bük. Gyula Szapáry (1901–1985) odešel s rodinou do exilu po revoluci v roce 1956. Jeho syn György (*1938) působil v Belgii jako finančník, po pádu komunismu se v roce 1989 vrátil do Maďarska a požádal o navrácení maďarského občanství. Byl pak viceguvernérem Maďarské národní banky a zástupcem Maďarska v Mezinárodním měnovém fondu. V letech 2011–2015 byl maďarským velvyslancem ve Spojených státech.
Antal (Antonín) (1802–1883) se v roce 1848 zúčastnil maďarské revoluce, ze zajetí se musel vykoupit a poté žil v ústraní, později se ale znovu věnoval aktivní politice. Jeho syn Géza (1828–1898) byl guvernérem v Rijece (1873–1883) a poté nejvyšším hofmistrem Uherského království (1883–1898). Kromě nejstaršího rodového sídla Muraszombat žil také na zámku Perkáta, který byl dědictvím jeho manželky po vymřelém rodu Györyů de Radvány. Gézovi synové László (Ladislav) (1864–1939) a Pál (Pavel) (1873–1917) zastávali také funkci guvernéra v Rijece. László se poté uplatnil jako diplomat ještě v meziválečném období a v roce 1934 prodal městské radě v Murske Sobotě nejstarší rodové sídlo. Jeho synovec Viktor (1899–1967) musel z finančních důvodů prodat zámek Sorokoplány a také v této linii rodina po druhé světové válce emigrovala.
Z potomstva hraběte Ference (Františka) Szapáryho (1804–1875) vynikl jeho mladší syn László (1831–1883), který v armádě dosáhl hodnosti generála jezdectva a proslul účastí při okupaci Bosny a Hercegoviny. V další generaci se jeho syn Frigyes (Friedrich) (1869–1935) uplatnil v diplomacii a byl posledním rakousko-uherským velvyslancem v Rusku. Po zániku monarchie přesídlil do Rakouska, jeho syn László (1910–1998) byl sportovním střelcem a reprezentantem Rakouska na trojích olympijských hrách.
Na počátku 20. století patřilo různým členům rodu přes 25 000 hektarů půdy v několika župách, celkem pěti Szapáryům bylo přiznáno dědičné členství ve Sněmovně magnátů.Po rozpadu Rakouska-Uherska se z finančních důvodů museli vzdát několika velkostatků, v roce 1934 bylo prodáno i hlavní rodové sídlo Muraszombat, po druhé světové válce byly rodině znárodněny i všechny ostatní majetky v Maďarsku. Bývalé zámky Szapáryů dnes slouží různým účelům, některé již zanikly. Ve městech Albertirsa, Sorokpolány a Tiszabura jsou dochovány tři rodové hrobky.

## Osobnosti

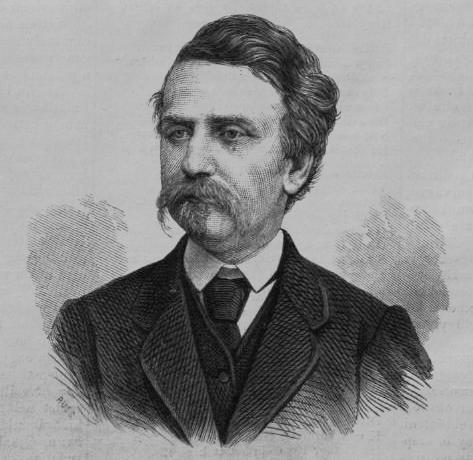
Gyula Szapáry (1832–1905), Uherský předseda vlády 1890–1892

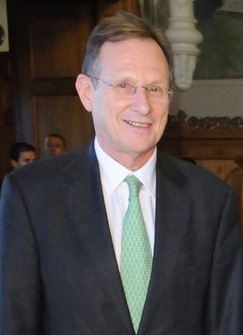
György Szapáry (*1938), maďarský velvyslanec v USA 2011–2015

- István (1554–1625), 1620 povýšen na rytíře
- Péter (1630–1703), voják, župan v Mošoni, 1690 povýšen na barona
- Péter Ignác (1711–1796), generál jezdectva
- János (1757–1815), ekonom, spisovatel, reformátor, guvernér v Rijece
- Vince (1768–1851), c. k. tajný rada, komoří, poslední potomek starší větve
- Antal (1802–1883), c. k. tajný rada, komoří, dědičný člen Sněmovny magnátů, nejvyšší dveřník Uherského království
- Géza (1828–1898), guvernér v Rijece, nejvyšší hofmistr Uherského království
- István (1829–1902), c. k. tajný rada, komoří, župan v Pešti, dědičný člen Sněmovny magnátů
- László (1831–1883), rakousko-uherský generál
- Gyula (1832–1905), uherský ministr financí, vnitra, obchodu a průmyslu, uherský předseda vlády
- István (1858–1932), c. k. komoří, dědičný člen Sněmovny magnátů
- László (1864–1939), guvernér v Rijece, maďarský velvyslanec ve Velké Británii
- Tibor (1865–1928), c. k. komoří, ministerský rada na ministerstvu zahraničí, vyslanec v Československu
- Lörinc (1866–1919), rakousko-uherský diplomat, vyslanec v Chile
- József (1867–1927), c. k. plukovník, dědičný člen Sněmovny magnátů, nejvyšší hofmistr arcivévody Josefa
- Frygies (1869–1935), rakousko-uherský diplomat, velvyslanec v Rusku
- Pál (1873–1917), guvernér v Rijece
- Lajos (1886–1965), poslanec maďarského parlamentu
- György (*1938), viceguvernér Maďarské národní banky, maďarský velvyslanec v USA

## Galerie

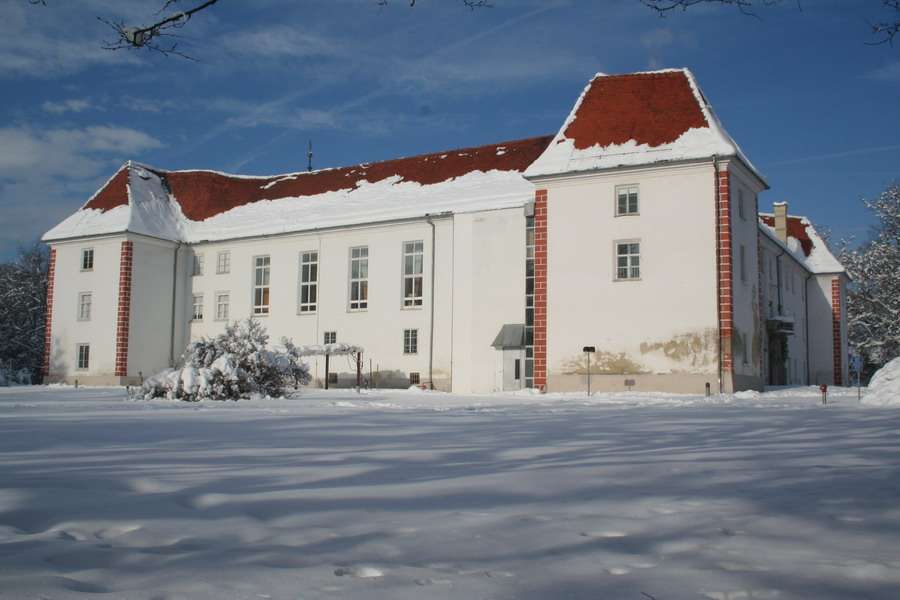
Zámek Murska Sobota
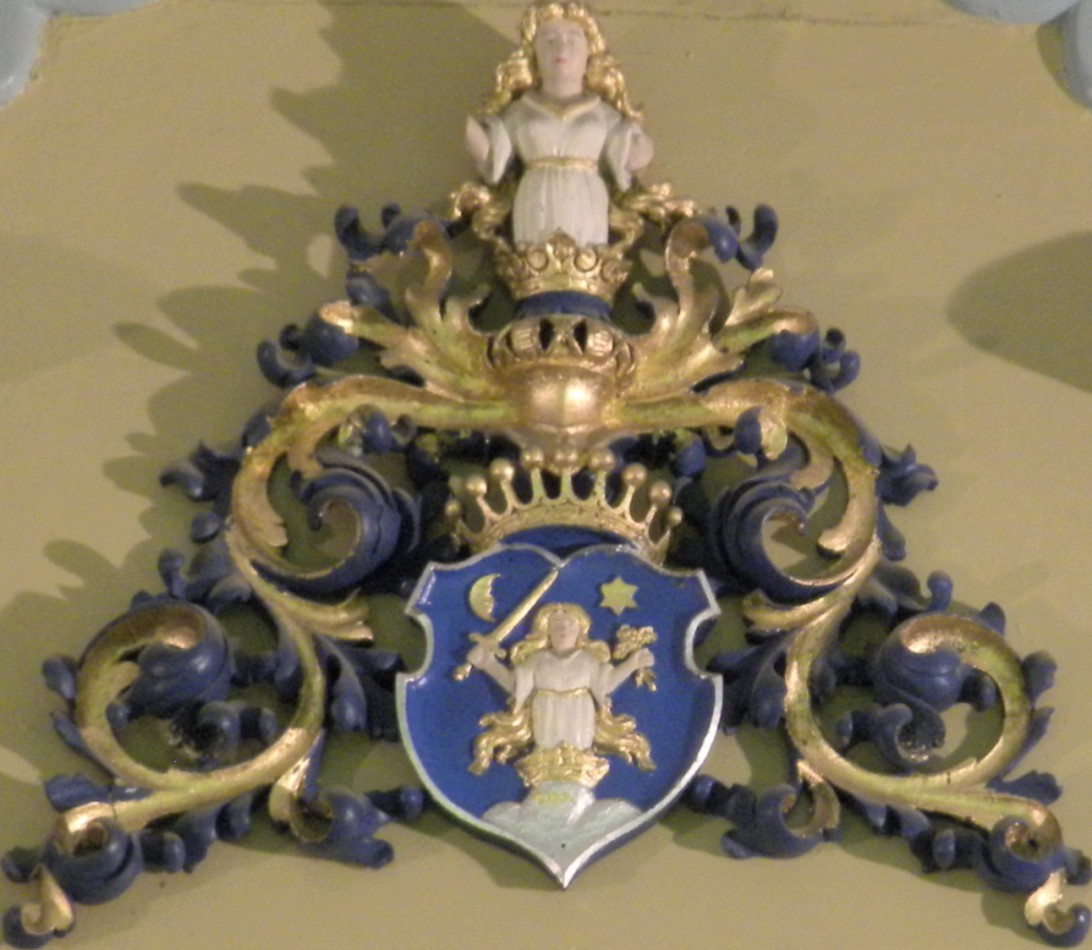
Erb Szapáryů v kostele sv. Alžběty v Bratislavě
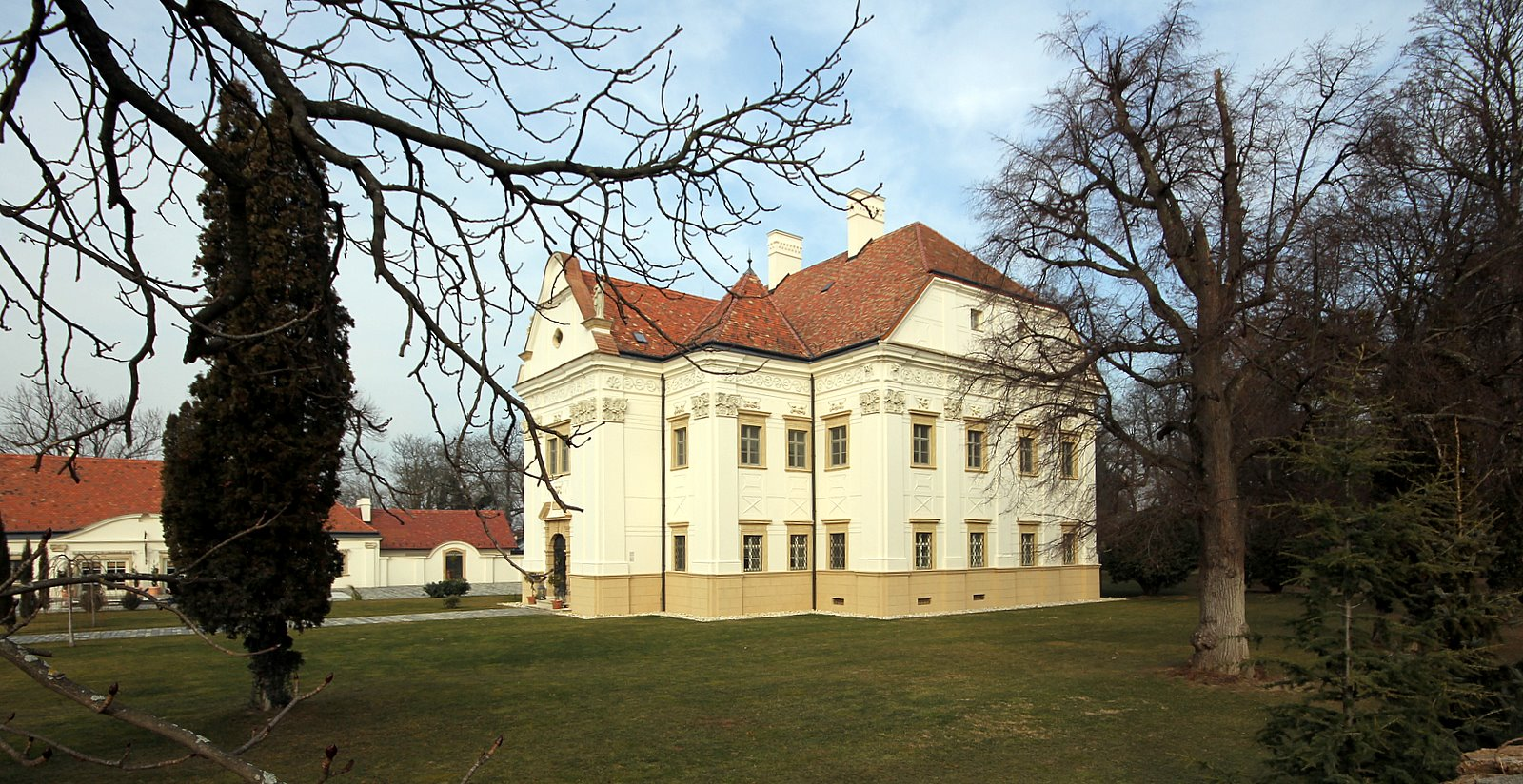
Zámek Bük
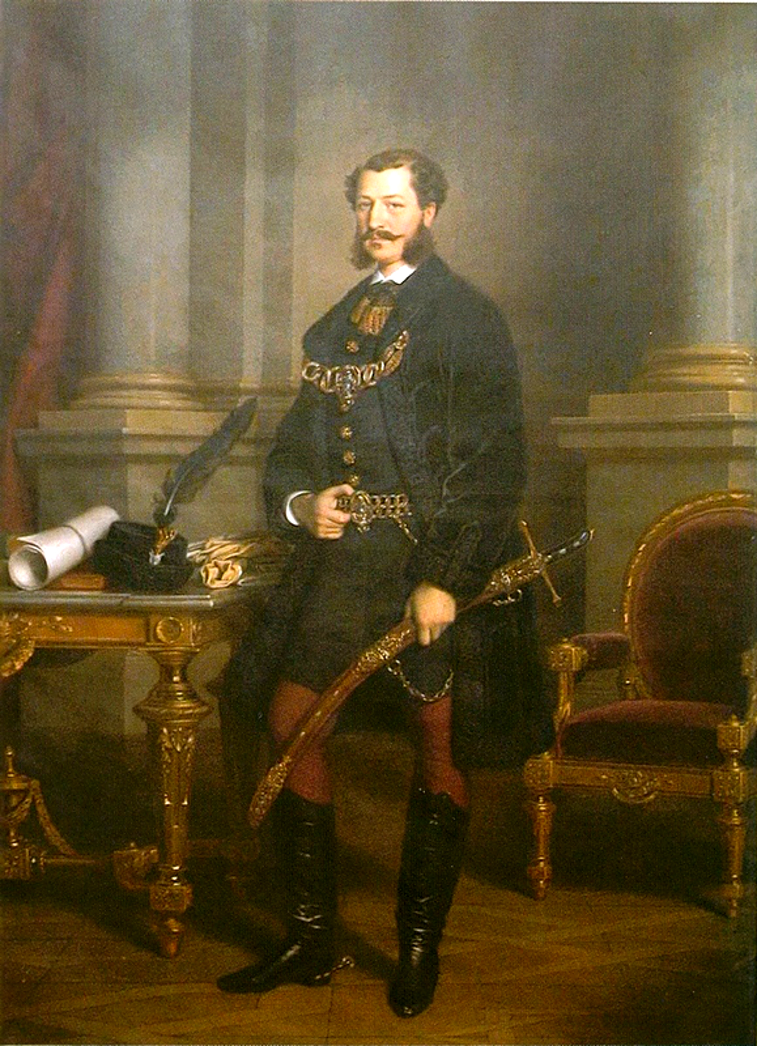
Géza Szapáry (1828–1898), nejvyšší hofmistr Uherského království
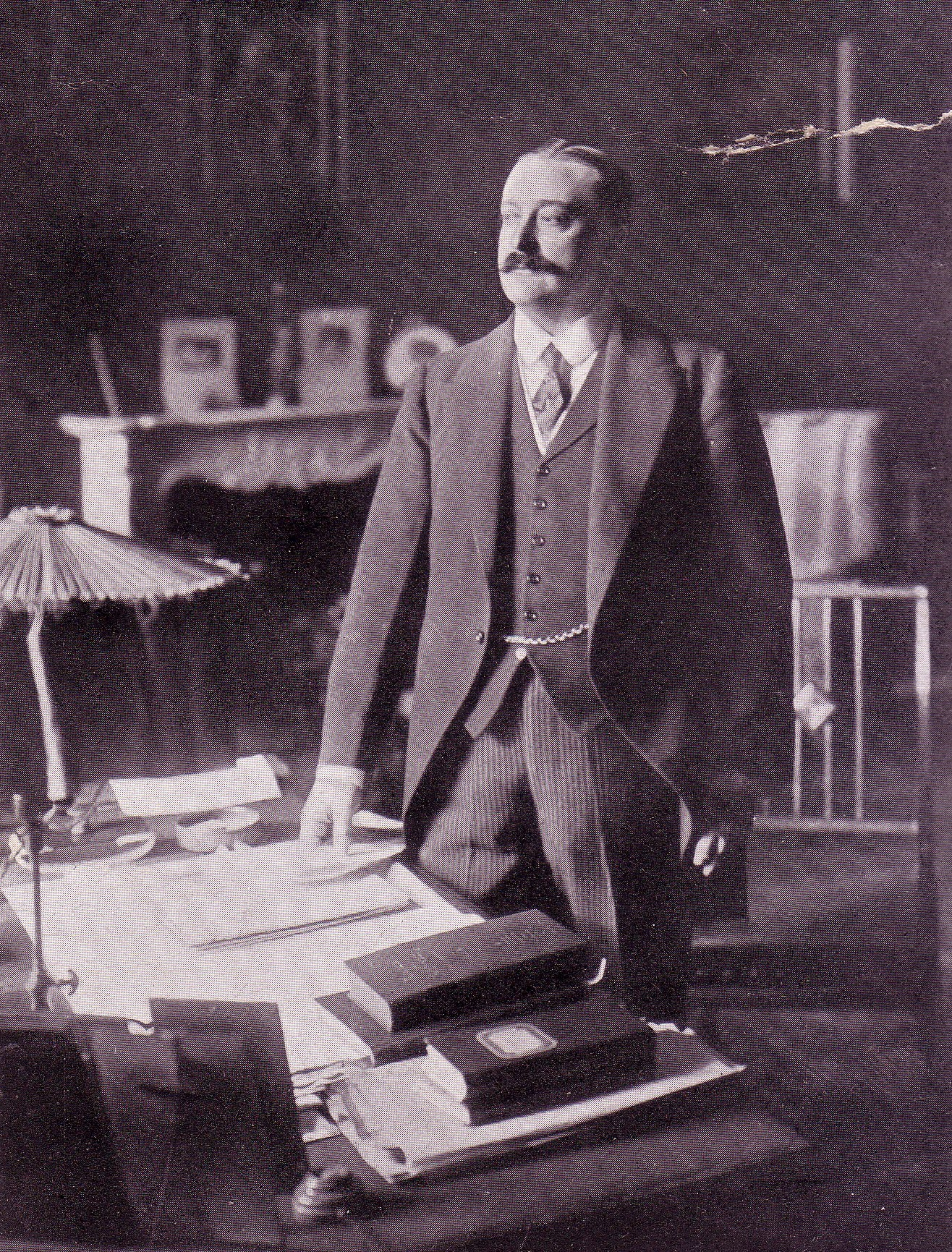
Frygies Szapáry (1869–1935), rakousko-uherský velvyslanec v Rusku
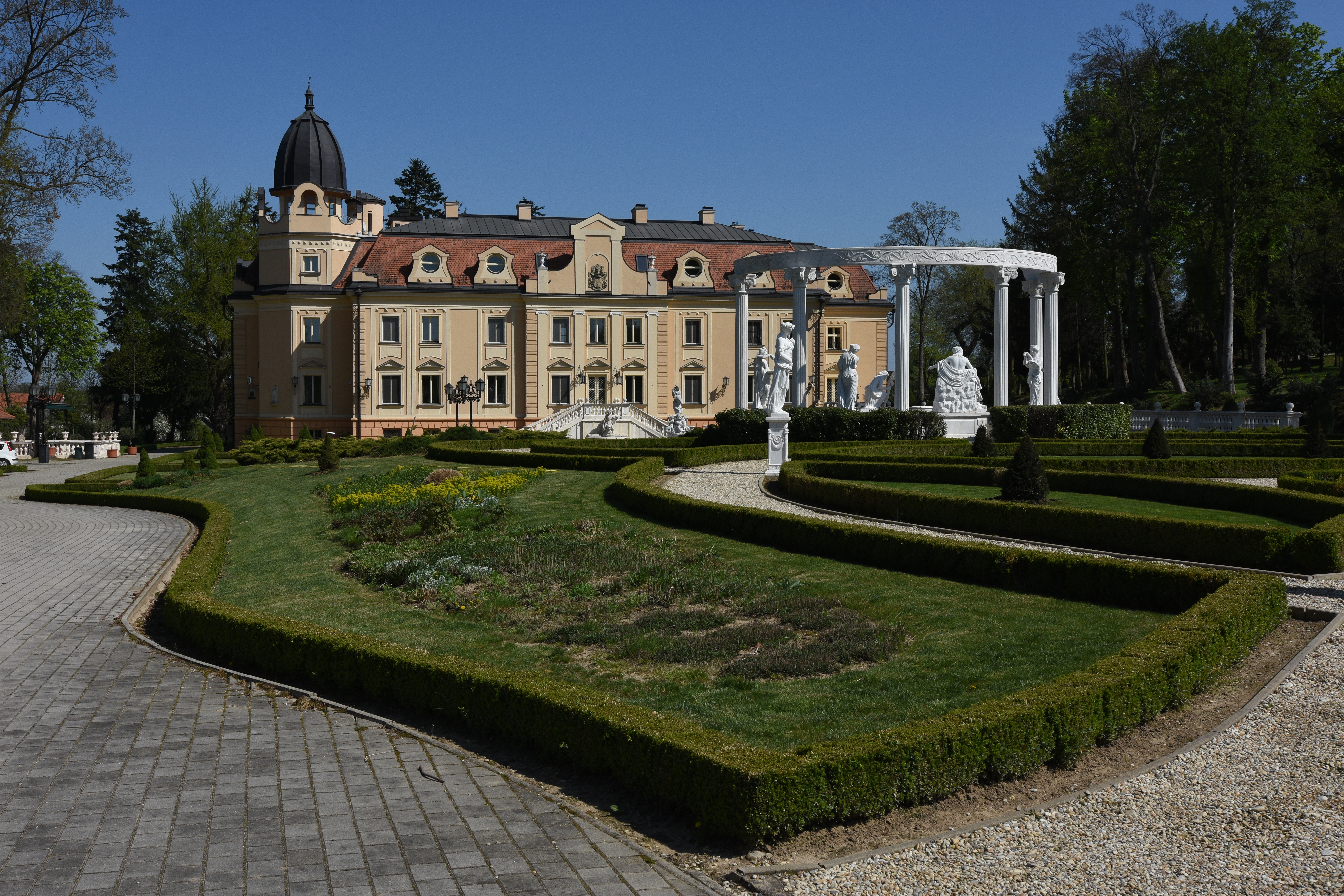
Zámek Sorokpolány
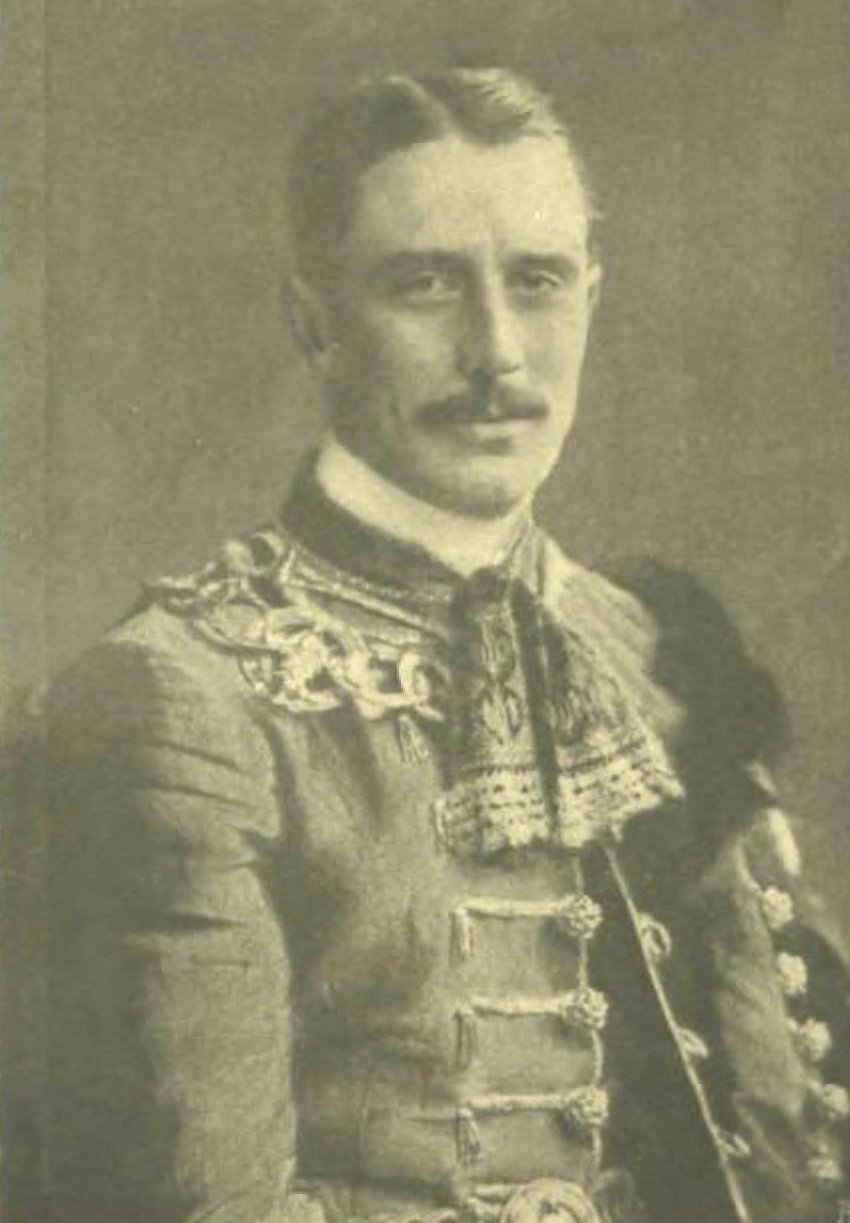
Pál Szapáry (1873–1917), guvernér v Rijece
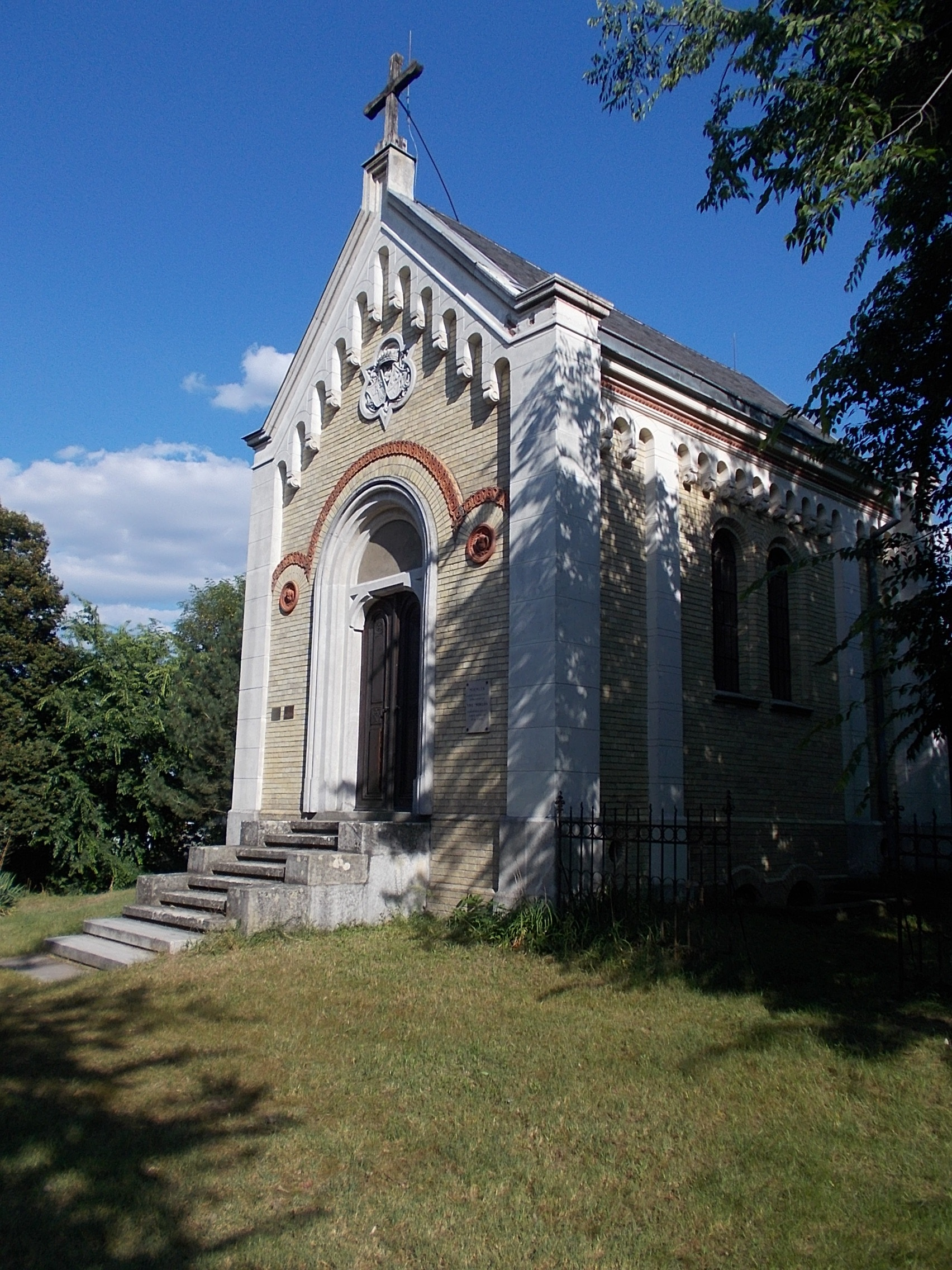
Hrobka Szapáryů (Albertirsa)